# Liv av liv, o Jesu Kriste
Liv av liv, o Jesu Kriste är en psalm med text skriven omkring 1900 av Natanael Beskow och musik skriven 1661 av Wolfgang Wessnitzer.

## Publicerad i
- Psalmer och Sånger 1987 som nr 681 under rubriken "Att leva av tro - Efterföljd - helgelse".[1]